# Urbacolors
 (décembre 2016).
Si vous disposez d'ouvrages ou d'articles de référence ou si vous connaissez des sites web de qualité traitant du thème abordé ici, merci de compléter l'article en donnant les références utiles à sa vérifiabilité et en les liant à la section « Notes et références ».
Urbacolors est un réseau social destiné à la découverte du Street Art à l'échelle mondiale, un lieu ouvert de partage entre artistes et amateurs d'art, photographes et tagueurs.  
Créé en 2011, il repose sur un site internet et une application mobile gratuite disponible sur iOS et Android. Le site permet de consulter l'ensemble des photos à travers des galeries classées par utilisateurs ou artistes. Une carte permet de localiser les œuvres d'art dans les rues. Partout dans le monde, les utilisateurs de l'application peuvent sauvegarder des œuvres Street Art, chaque cliché alimentant une base de données localisée dans le temps et dans l'espace pour garder une trace indélébile des œuvres.  
« Une manière de poser un regard différent sur la richesse d'une ville » selon l'émission Les Arts de Vivre (France 24. 

## Historique
Le service a été lancé à l'origine le 24 décembre 2010 sous la forme d'un planisphère affichant des photos personnelles de Street Art nommé Urbascope sur le webmagazine urbamedia.com.  
À la suite de nombreuses demandes d'ajout de photos, Olivier Matthieu et Aurélien Michaud ont fondé Urbacolors le 6 septembre 2011. Sarah Roy (Relations Presse) et Louis Boudet (Identité graphique) les ont rejoints pour renforcer l'équipe et se développer à l'international. 
Une campagne de financement collaboratif sur la plateforme Ulule qui a pris fin le 17 décembre 2014 a permis de financer en partie la V2. 

## Usages
Urbacolors propose à ses utilisateurs de constituer un musée virtuel du Street Art. Grâce aux applications mobiles, ils peuvent prendre des photos afin de les partager avec l'ensemble de la communauté. En ajoutant le nom de l'artiste en légende de leurs photos, ils participent à l'enrichissement de la base de données. La section Appel aux passionné(e)s permet aux plus érudits de renseigner les photos dont les artistes ne sont pas encore identifiés.
La base de données est présentée sous la forme d'une carte ou d'une galerie d'images qu'il est possible de trier par nom d'artiste ou d'utilisateur.
Chaque contributeur dispose d'un espace personnel regroupant ses photos. Il est possible de s'abonner aux comptes d'autres utilisateurs pour profiter de fonctionnalités sociales : Flux d'actualité, commentaires.
Depuis un certain temps, le site a été délaissé. Les tentatives de connexion rencontrent des messages d'erreur tel "La connexion n'est pas sécurisé" (sous Windows) ou "Votre horloge est en avance" (sous Android). 

## Statistiques
Au lancement en 2011 :
- 800 photos
- 2 contributeurs
- 4 pays
- 38 artistes

Fin 2014 :
- 17 000 photos
- 7 000 contributeurs
- 22 pays
- 1 658 artistes

## Événements
Le lancement de la V2 du Site Internet a eu lieu à NUMA le 5 décembre 2014, à l'occasion du vernissage de Numacolors #1 avec Gilbert Petit. Cette collaboration vise à faire entrer l'art urbain dans l'espace de co-working afin de sensibiliser les utilisateurs du lieu à la richesse graphique de la rue.